# 라디오 동서남북
라디오 동서남북은 MBC강원영동 표준FM(강릉시 FM 96.3㎒, 양양군, 속초시, 고성군 FM 100.7㎒, 삼척시, 동해시 FM 93.1㎒, 태백시, 정선군 FM 101.5㎒)에서 평일 저녁 6시 5분부터 7시까지 방송되는 라디오 프로그램이다.

## 기획의도
- MBC강원영동의 본격 시사프로그램. 여러분의 궁금증을 풀어드립니다.

## 코너소개
라디오 동서남북은 요일별로 다양한 코너로 구성되어 있다.

### 매일코너
- 신문톺아보기 –  그 날, 그 주의 소식을 정리해 브리핑합니다.
- 월-이연제 기자(강원도민일보)
- 화-김주현 기자(설악신문)
- 수-이설화 기자(강원도민일보)
- 목-이형진 기자(더 리더)
- 금-이하늘 기자(강원일보)
- 라동 심층 인터뷰 – 깊이 있는 인터뷰를 통해 강원지역의 이슈를 이야기해봅니다.
- 라동 뉴스 동서남북 - 강원영동지역의 오늘 뉴스를 전해드립니다.

### 라동 주간코너
- 월 - 머니게임 (경제전문기자가 전해주는 경제 트렌드와 재테크 및 금융, 부동산 정책)
- 화 - 스포츠 세상 (발 빠르게 전하는 도내 스포츠 소식)
- 화 - 뉴스 후 (MBC강원영동 보도국 기자가 전해주는 확장판 뉴스 리포트)
- 수 - 라동 법 이야기 (김종호 변호사에게 배워보는 법률상식)
- 수 - 지금 도정은 (정치부 기자가 알려주는 강원도 정치권 소식)
- 목 - 이 주의 경제 (한 주간 경제계 소식을 정리하는 시간)
- 목 - 주말N 문화와 (영동권역 공연과 전시 소개)
- 금 - 여기 한번 가볼까? (여행전문작가가 추천하는 국내 여행지 소개)
- 금 - 이 주의 헤드라인 (다시 짚어보는 한 주간의 영동권 소식)

## 같이 보기
- MBC강원영동
- MBC 표준FM
- 권순표의 뉴스 하이킥